# Дрімлюга нубійський
Дрімлюга нубійський (Caprimulgus nubicus) — вид дрімлюгоподібних птахів родини дрімлюгових (Caprimulgidae). Мешкає в Африці і Азії.

## Опис

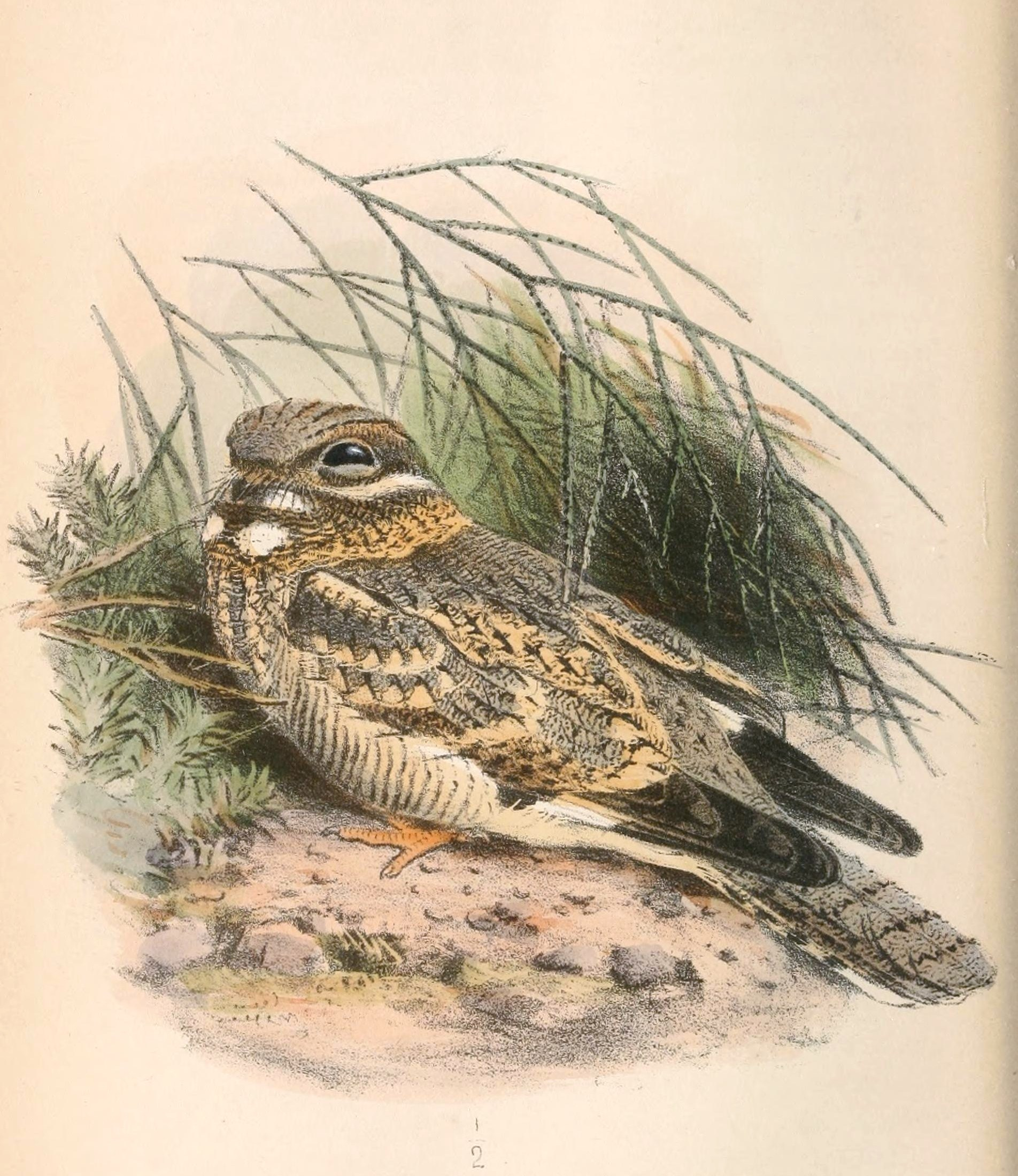
Нубійський дрімлюга (підвид C. n. tamaricis)

Довжина птаха становить 20-22 см, розмах крил 46=50 см, самці важать 46-56 см, самиці 49-69 г. Верхня частина тіла сіруватоа або охриста, поцяткована тонкими чоруватими смужками, на шиї рудувато-коричневий "комір". Нижня частина тіла попеляста, поцяткована дрібними чорними і рудими плямками. На крилах білі плямки, крайні стернові пера на кінці білі. Крик самця — "ау-вау" або "ау-вау-вау", виконується з землі.

## Підвиди
Виділяють чотири підвиди:
- C. n. tamaricis Tristram, 1864 — Йорданська рифтова долина, південний захід Аравійського півострова. Зимують на африканському узбережжі Червоного моря;
- C. n. nubicus Lichtenstein, MHK, 1823 — центральний Судан;
- C. n. torridus Lort Phillips, 1898 — від центральної Ефіопії до північно-східної Уганди;
- C. n. jonesi Ogilvie-Grant & Forbes, HO, 1899 — острів Сокотра.

## Поширення і екологія
Нубійські дрімлюги мешкають в Ізраїлі, Йорданії, Саудівській Аравії, Ємені, Ефіопії, Еритреї, Сомалі, Джибуті, Кенії і Уганді. Популяції Ізраїлю і Йорданії взимку мігрують на південь. Нубійські дрімлюги живуть у ваді, чагарникових напівпустелях, в заростях акацій і тамариксу, в пальмових гаях, поблизу води. Зустрічаються на висоті до 1000 м над рівнем моря. Живляться комахами, яких ловлять в польоті. Сезн розмноження в Ізраїлі і Йорданії триває з квітня по липень, в Саудівській Аравії з травня по вересень, в Сомалі з червня по серпень, в Кенії з березня по травень. Відкладають яйця просто на голу землю. В кладці 1-2 яйця.